# PXE (EP)
PXE (pronunciado "pixie") es un EP del cantante sueco-británico Ecco2K, lanzado el 31 de marzo de 2021 a través de la discográfica Year0001 .

## Producción y composición
Un álbum sorpresa, que estuvo acompañado de un video del artista y animador Freddy Carrasco, en donde Ecco2K se encuentra con un alter ego llamado Echo mientras pasan el rato en una torre de transmisión eléctrica. Las imágenes se inspiraron en el anime y en el cuadro de diálogo de los juegos de Pokémon .  El título del álbum surgió de la idea de "música de duendes ".  A diferencia de su álbum anterior E, PXE fue producido íntegramente por Ecco2K.  Fue el primer proyecto que terminó al regresar a Suecia.  Ecco2K dijo que el álbum "trata más sobre la sinceridad, sobre ser crudo y sin filtros", y agregó que "se trata de estar bien con la forma en que soy". 

## Listado de canciones
Todas las canciones escritas y compuestas por Zak Arogundade Gaterud.. 
| N.º   | Título         | Duración |  |
| 1.    | «PXE»          | 1:27     |  |
| 2.    | «In the Flesh» | 2:03     |  |
| 3.    | «Jalouse»      | 2:12     |  |
| 4.    | «No***'s Song» | 1:30     |  |
| 5.    | «Big Air»      | 3:00     |  |
| 10:12 |                |          |  |

| CD hidden track |            |          |  |
| N.º             | Título     | Duración |  |
| 6.              | «Untitled» | 2:17     |  |
| 12:29           |            |          |  |

## Personal
- Zak Arogundade Gaterud – Producción, mezcla, dirección de arte
- Robin Schmidt – Masterización
- Freddy Carrasco – Arte del EP
- Hendrik Schneider – Fotografía